# Estonian Air
Estonian Air (IATA: OV, OACI: ELL) fue una aerolínea de Estonia, con base en el aeropuerto de Tallin, que existió desde 1991 hasta 2015. En el momento de su cierre operaba 11 rutas de corto y medio alcance.
La compañía fue fundada por el gobierno de Estonia en diciembre de 1991. Cinco años más tarde fue parcialmente privatizada, primero a Maersk Air y después a Scandinavian Airlines, y en 2010 el estado tuvo que rescatarla para evitar su bancarrota. Estonian Air acabó desapareciendo en 2015, poco después de que la Comisión Europea fallara que las ayudas estatales que había recibido eran ilegales.

## Historia

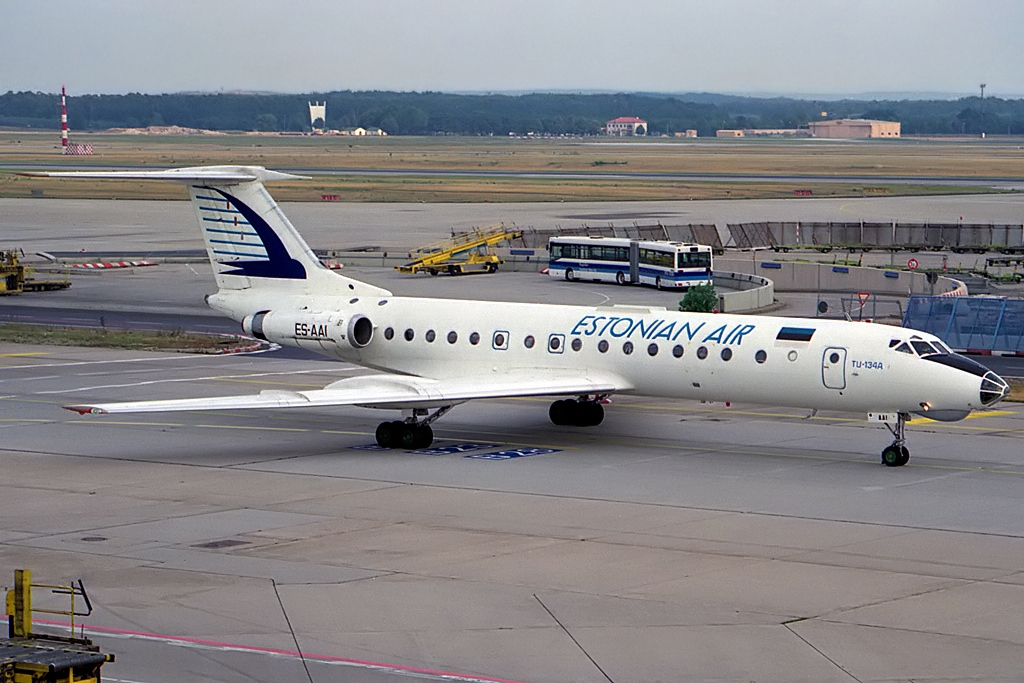
Túpolev Tu-134 de Estonian Air, heredado de Aeroflot.

Estonian Air fue fundada el 1 de diciembre de 1991 por el gobierno de Estonia, cuatro meses después de que el país se independizara de la Unión Soviética. La flota de la nueva compañía pertenecía anteriormente a la división local de Aeroflot. Un año más tarde fue admitida en la IATA e inició la renovación del parque de aviones, con modelos Boeing 737 y Fokker 50 que reemplazaron a los soviéticos en 1998.
El estado mantuvo la propiedad de Estonian Air hasta privatizarla parcialmente en 1996, con su venta a Maersk Air (49%) y el banco inversor Cresco (17%). De forma paralela, el grupo SAS inició una colaboración a través de rutas de código compartido, y en 2003 terminaría adquiriendo las acciones de Maersk para reforzarse en el área báltica. La compra propició un aumento de la flota aérea y de las rutas comerciales en el aeropuerto de Tallin.
La aerolínea era deficitaria desde 2005 por el alza de los precios del combustible y la competencia de bajo coste, situación agravada con el estallido de la crisis económica de 2008. Tanto la SAS como el gobierno estonio quisieron hacerse con la participación de la otra parte, pero finalmente fue el estado quien acabaría nacionalizándola. Estonia recuperaba la mayoría accionarial a cambio de 18 millones de euros y un préstamo de otros 8 millones, mientras que SAS mantuvo un paquete minoritario.
Estonian Air llevó a cabo medidas arriesgadas que aumentaron el número de pasajeros, pero también motivaron pérdidas superiores a los 50 millones de euros. En 2012 el gobierno nombró una nueva dirigencia para reestructurar la empresa, lo cual se tradujo en menos rutas, reducción de flota y un expediente de regulación de empleo.

### Desaparición
La Comisión Europea dictaminó el 7 de noviembre de 2015 que la empresa debía devolver más de 85 millones de euros en ayudas públicas ilegales. En previsión de esta medida, que ya había provocado la desaparición de Malév (Hungría) y Cyprus Airways (Chipre), el gobierno había constituido dos meses antes una nueva entidad, Nordic Aviation Group (actual Nordica), que funcionaría mediante acuerdos con otras aerolíneas.
Estonian Air cesó su actividad el 8 de noviembre, un día después de la sentencia.

## Flota histórica
Estonian Air contaba en 2015 con seis aviones de medio radio: tres Bombardier CRJ 900, dos CRJ 700 y un Embraer E170. La edad media de la flota era de ocho años.
Al inicio de su actividad, la flota que habían adquirido de Aeroflot consistía en modelos soviéticos Antónov (An-2), Yakovlev (Yak-40) y Túpolev (Tu-134A), reemplazados tras la privatización por modelos Fokker 50 y Boeing 737 en régimen de alquiler.
| Aeronaves          | Total | Introducido | Retirado | Matrículas                                                                              |
| ------------------ | ----- | ----------- | -------- | --------------------------------------------------------------------------------------- |
| Boeing 737-300     | 2     | 2006        | 2012     | ES-ABK y ES-ABJ                                                                         |
| Boeing 737-500     | 10    | 1995        | 2011     | ES-ABO, ES-ABF, ES-ABG, ES-ABD, ES-ABC, ES-ABP, ES-ABE, ES-ABL, ES-ABH y ES-ABI         |
| Bombardier CRJ-550 | 2     | 2015        | 2016     | ES-ACF y ES-ACE                                                                         |
| Bombardier CRJ-900 | 3     | 2011        | 2015     | ES-ACB, ES-ACC y ES-ACD                                                                 |
| Fokker 50          | 5     | 1996        | 2003     | ES-AFK, ES-AFL, OY-MMT, ES-AFM y ES-AFN                                                 |
| Embraer E170       | 4     | 2012        | 2015     | ES-AEA, ES-AEB, ES-AEC y ES-AED                                                         |
| Saab 340           | 4     | 2007        | 2015     | SE-LMT (rrg. ES-ASM), ES-ASN, ES-ASO y ES-LSF                                           |
| Túpolev Tu-134     | 11    | 1992        | 1997     | ES-AAH, ES-AAP, ES-AAE, ES-AAF, ES-AAG, ES-AAM, ES-AAN, ES-AAO, ES-AAL, ES-AAI y ES-AAK |
| Túpolev Tu-154     | 2     | 1992        | 1998     | CCCP-85727 (rrg. ES-LTP) y ES-LTR                                                       |
| Yakovlev Yak-40    | 3     | 1991        | 1993     | ES-AAU, ES-AAR y ES-AAT                                                                 |

## Acuerdos de código compartido

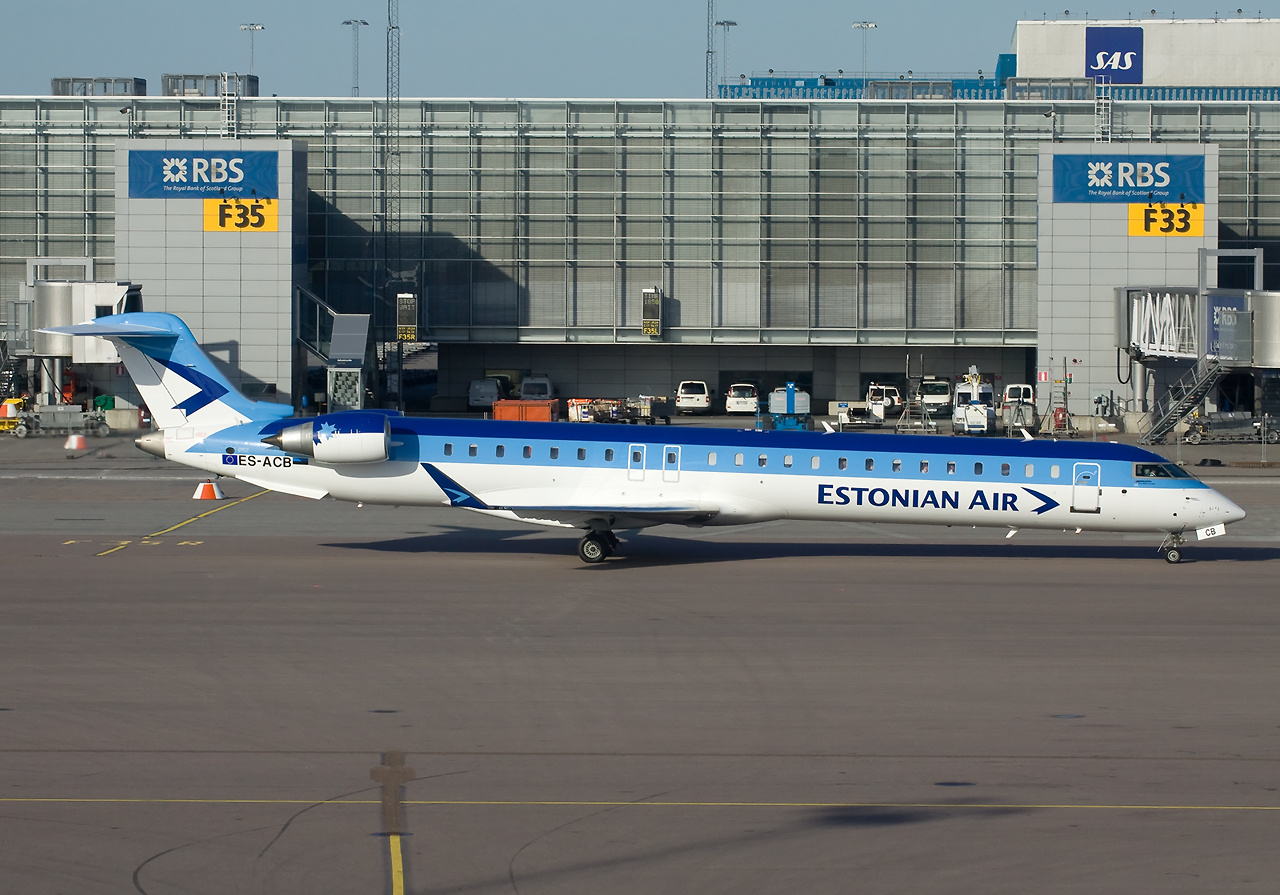
CRJ-900 en el Aeropuerto de Estocolmo-Arlanda (2011).

Estonian Air tenía acuerdos de vuelos en código compartido con las siguientes aerolíneas:
| - Aeroflot (SkyTeam) - Air China (Star Alliance) - Brussels Airlines (Star Alliance) | - KLM (SkyTeam) - SAS (Star Alliance) - Singapore Airlines (Star Alliance) |